# Семнан
Вижте пояснителната страница за други значения на Семнан.
Семнан (на персийски: سمنان, Семнан) е град в Северен Иран, административен център на остан Семнан. Населението на града е 119 778 жители (2005).

## География
Разположен е в южните склонове на планината Алборз, на 1138 m надморска височина. Намира се между столицата Техеран (220 км, западно) и втория по големина град в Иран Машхад (685 км, източно) и от векове е важен транспортен център, намиращ се на Хорасанския път.

## Икономика
Днес Семнан се свързва с останалите градове посредством автомобилни и железопътни връзки. Има регионално пазарно значение с производството си на зърно и памук. Градът е известен с текстилната индустрия и килимарството, които са традиционни за целия район. Тежката промишленост е представена с машиностроителните предприятия и автомобилостроенето.

## История
През 921 г. ибн Фадлан посещава градовете Семнан и Дамган по време на описаното от него пътешествие до Волжка България, където се сблъсква с шиитски метежници, привърженици на ал-Табари и противници на неговия халиф.

## Висше образование
- Семнански университет Архив на оригинала от 2023-08-22 в Wayback Machine.
- Семнански медицински университет Архив на оригинала от 2006-07-13 в Wayback Machine.